# Meine Frau, die Schauspielerin
Meine Frau, die Schauspielerin ist ein französischer Spielfilm von Yvan Attal aus dem Jahr 2001. Es war Attals Langfilmdebüt als Regisseur; er übernahm zudem mit seiner Freundin Charlotte Gainsbourg die Hauptrollen.

## Handlung
Yvan arbeitet als Sportjournalist für das Fernsehen. Mit seiner Frau Charlotte, einer bekannten Schauspielerin, lebt er in Paris. Hier wohnt auch sein Bruder Vincent mit seiner Frau Nathalie, die ein Kind erwartet. Zwischen den werdenden Eltern gibt es Spannungen, weil die jüdische Nathalie zwar ihren Glauben kaum lebt, jedoch unbedingt will, dass ihr Kind, sollte es ein Junge werden, beschnitten wird. Zudem findet sie Namen wie Moses und Abraham für das Kind gut. Yvan zieht sich aus dem Streit, der immer häufiger lautstark ausgetragen wird, zurück, hat er doch eigene Probleme. Seine Frau hat gerade einen Film abgedreht, in dem sie eine erotische Szene hat. Ein Bekannter von Nathalie fragt Yvan, ob es ihn nicht stören würde, wenn seine Frau im Film andere Männer küsst oder mit ihnen schläft. Zwar gibt sich Yvan gelassen, doch hat das Gespräch in ihm seine ohnehin latent vorhandene Eifersucht geweckt.
Charlotte dreht gerade für mehrere Wochen mit dem bekannten Darsteller John einen Film in London. Yvan reist ihr nach und hält sich am Set auf. Er hinterfragt Charlottes Verhältnis zu ihrem Filmpartner und auch ihre Einstellung zu Nackt- und Bettszenen. Charlotte kommen daraufhin Zweifel. Sie fühlt sich mit einer angesetzten Bettszene nun nicht mehr wohl und bittet den Regisseur, die Szene so zu drehen, dass ihre Nacktheit vor der Kamera nicht erforderlich ist. Der Regisseur lehnt es ab und Charlotte wirft ihm vor, sie nur nackt sehen zu wollen. Entweder sind beim Dreh alle nackt oder niemand, so ihre Schlussfolgerung.
Als Yvan, der im Streit nach Paris zurückgefahren war, nun erneut mit Blumen am Set auftaucht, sieht er sämtliche Crewmitglieder nackt bei der Arbeit, während Charlotte mit John die Bettszene dreht. Verwirrt reist John ab und lässt sich am Telefon von Charlotte nur mit Mühe davon überzeugen, dass der Regisseur bloß eine nicht ganz ernst gemeinte Entgegnung Charlottes umgesetzt hat, um der Darstellerin den Dreh der Szene zu erleichtern. Später erscheint er erneut am Set, weil er gehört hat, dass ihr Drehpartner John ein Frauenschwarm ist. Als er durch suggestive Fragen annimmt, dass seine Frau eine Affäre mit John hat und dass sie ihre gemeinsame Beziehung in Frage stellt, reist er nach Paris ab.
Auf Nathalies Rat versucht sich Yvan in seine Frau und ihre Arbeit hineinzuversetzen. Er schreibt sich in einen Schauspielkurs ein und lernt dort die junge Géraldine kennen. Sie weiß nicht, dass er mit der berühmten Charlotte verheiratet ist. Beide üben zusammen eine Szene ein und Géraldine flirtet mit Yvan. Sie küsst ihn vor seiner Haustür, als Charlotte gerade aus dem Taxi steigt. Sie hat einen Tag drehfrei und wollte Yvan überraschen. Nun steigt sie wieder ins Taxi ein und fährt davon. Yvan erfährt, dass sie in der Stadt ist und sucht sie auf. Beide sprechen sich aus und versöhnen sich.
Einige Zeit später ist der Dreh des Films vorbei. Nathalie und Vincent sind Eltern eines Sohnes geworden, der Moses heißen wird und beschnitten werden soll. Nathalie hat sich durchgesetzt, Vincent hat nachgegeben. Charlotte ist von dem Baby begeistert. Wenig später kommen sie und Yvan nach Hause. John hat auf dem Anrufbeantworter die Nachricht hinterlassen, dass er für Charlotte eine Filmrolle an der Seite von Leonardo DiCaprio hätte. Charlotte jedoch geht aus einem anderen Grund freudestrahlend auf Yvan zu: Sie ist schwanger. Spontan spielt sie vor ihm mit einem falschen Kugelbauch die hochschwangere, erschöpfte Frau.

## Produktion
Meine Frau, die Filmschauspielerin war das Regie-Langfilmdebüt von Yvan Attal, der zuvor 1997 nur den Kurzfilm I got a Woman gedreht hatte. Dieser behandelte wie der Langfilm die Probleme eines Mannes, der mit einer Schauspielerin verheiratet ist und in dem Attal und Lionel Abelanski im Prinzip schon die gleichen Rollen gespielt haben. Meine Frau, die Schauspielerin wurde in Paris und London gedreht, wobei im Film jeweils Französisch bzw. Englisch gesprochen wird. Das Budget betrug rund 30 Millionen Euro. Der Film erlebte am 12. September 2001 auf dem Toronto International Film Festival seine Uraufführung. Am 14. November 2001 kam er in die französischen und am 17. Oktober 2002 in die deutschen Kinos. Im Mai 2003 erschien der Film auf DVD. Im deutschen Fernsehen war er erstmals 2011 auf arte zu sehen.
Komiker Nagui, Musikerin Catherine Lara und Sänger Marc Lavoine übernahmen Cameo-Auftritte als sie selbst. Sie sind dabei als berühmte Gäste in einem Restaurant zu sehen.

## Synchronisation
| Rolle     | Darsteller           | Synchronsprecher   |
| --------- | -------------------- | ------------------ |
| Charlotte | Charlotte Gainsbourg | Irina Wanka        |
| Georges   | Lionel Abelanski     | Claus Brockmeyer   |
| Nathalie  | Noémie Lvovsky       | Susanne von Medvey |
| Vincent   | Laurent Bateau       | Frank Röth         |

## Kritik
Der film-dienst nannte Meine Frau, die Schauspielerin eine „im guten Sinne leicht altmodisch wirkende romantische Komödie“ sowie „vergnügliche, teilweise charmante Unterhaltung mit hervorragenden Darstellern.“ „Attal arbeitet in seinem Film Themen und Ereignisse aus seinem eigenen Erfahrungsschatz auf“, stellte arte fest. Attal selbst nannte den Film „eine Liebeserklärung an meine Frau“.

## Auszeichnungen
Der Film war 2002 für zwei Césars nominiert: Yvan Attal erhielt eine Nominierung in der Kategorie Bestes Erstlingswerk und Noémie Lvovsky wurde in der Kategorie Beste Nebendarstellerin nominiert.
Attal gewann 2002 den Preis als Bester Regisseur auf dem Cabourg Romantic Film Festival.